# Henri Tellier
François Henri Désiré Joseph Tellier (Élouges, 20 februari 1812 – 14 mei 1871) was een Belgisch senator en burgemeester.

## Levensloop
Hij was een zoon van de landbouwer Jean-François Tellier, burgemeester van Elouges, en van Virginie Abrassart. Hij trouwde met Adèle Lefebre.
Hij promoveerde tot doctor in de geneeskunde (1835) aan de ULB. Hij werd industrieel, suikerfabrikant, directeur van de raffinaderij Tellier Frères in Elouges.
Van 1861 tot aan zijn dood was hij burgemeester van Élouges. In 1863 werd hij verkozen tot liberaal senator voor het arrondissement Bergen en ook dit mandaat vervulde hij tot aan zijn dood.